# محافظة بورتو

محافظة بورتو

محافظة بورتو (بالبرتغالية: Distrito do Porto‏) هي محافظة تقع في شمال غرب البرتغال، تبلغ مساحتها 2,395 كيلومترا مربعا ويقطنها 1,781,826 نسمة. مركز المحافظة مدينة بورتو ويتبعها إداريًا 18 بلدية.